# Zouzou
Zouzou, pseudonimo di Danièle Ciarlet (Blida, 29 novembre 1943), è una modella, attrice e cantante francese.
Attiva soprattutto negli anni sessanta e settanta, è nota in particolare per il ruolo di protagonista nel film L'amore il pomeriggio di Éric Rohmer.

## Filmografia parziale
- L'amore il pomeriggio (L'amour l'après-midi), regia di Éric Rohmer (1972)
- S.P.Y.S., regia di Irvin Kershner (1974)
- Processo per direttissima, regia di Lucio De Caro (1974)
- Gli uomini falco (Sky Riders), regia di Douglas Hickox (1976)
- L'ultima donna (La Dernière femme), regia di Marco Ferreri (1976)
- Le bleu des origines, regia di Philippe Garrel (1979)